# 齊爾恩湖
53°12′29″N 13°04′37″E / 53.208192°N 13.076992°E
齊爾恩湖（德語：Ziernsee），是德國的湖泊，位於該國東北部，由梅克倫堡-前波美拉尼亞州負責管轄，處於梅克倫堡湖區郡，面積1.1平方公里，海拔高度55米，湖水來自哈弗爾河。